# Sionsharpan
Sionsharpan är en sångbok för Svenska Lutherska Evangeliföreningen i Finland (SLEF), en väckelserörelse inom den finländska lutherska folkkyrkan. Den finska motsvarigheten är Siionin kannel.
De äldsta kända versionerna finns bevarade från 1870-talet, från de svensktalande områdena i Finland. Den senaste upplagan kom 1993 och var då en av de första församlingssångböcker inom det svenska språkområdet där alla sånger försetts med ackordsanalyser.